# Nobiltà milanese
La nobiltà milanese fu una classe sociale privilegiata della città di Milano e del suo contado dall'epoca medievale e comunale per poi passare nel Ducato di Milano sino al Regno Lombardo-Veneto. La nobiltà venne ufficialmente integrata in quella nazionale nel 1861 con l'annessione del Lombardo-Veneto al neonato Regno d'Italia. Il sistema nobiliare milanese si era strutturato in maniera molto simile a quello austriaco e quindi ravvicinabile a quello tedesco.

## Storia

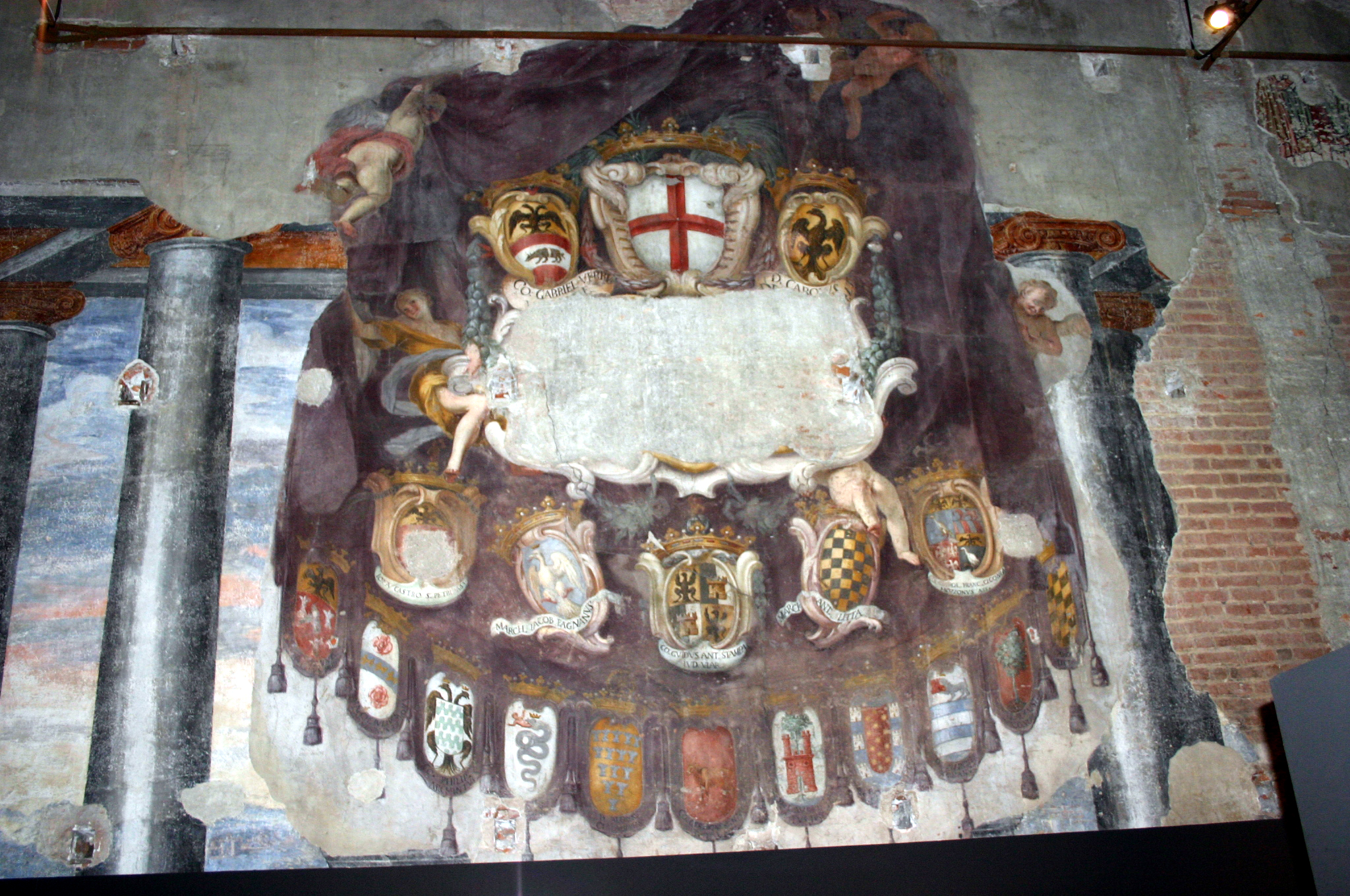
Affresco presente al primo piano del "Broletto nuovo" di Milano dove, accanto a quello cittadino al centro, sono raffigurati gli stemmi dei magistrati, tutti appartenenti alla nobiltà milanese.

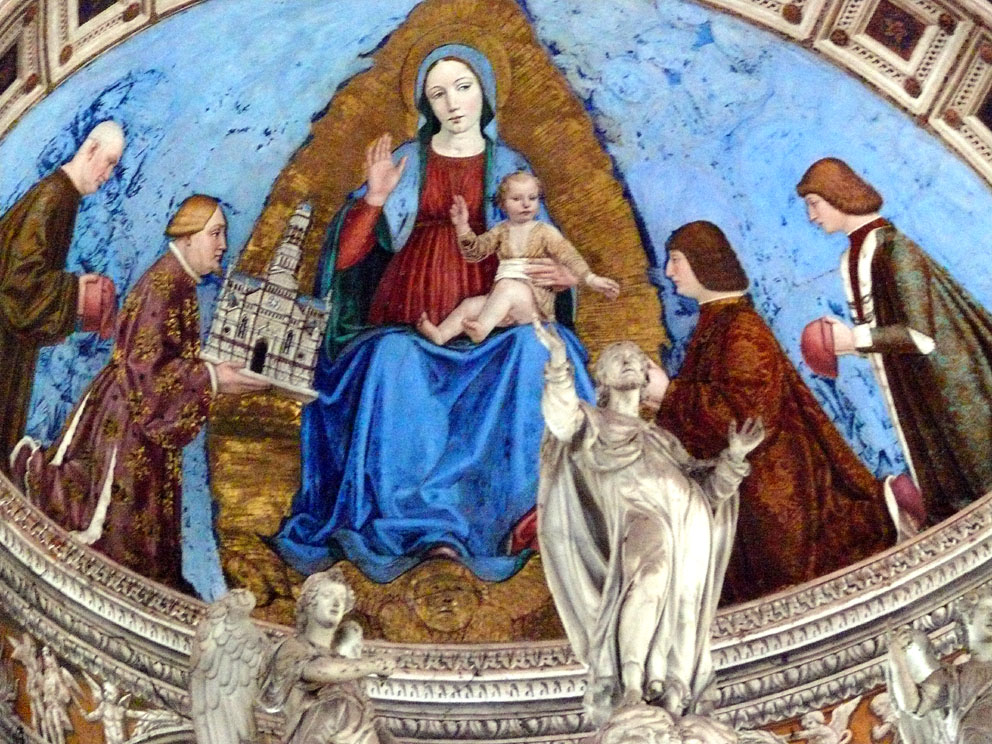
Il Bergognone, Gian Galeazzo Visconti con i suoi tre figli, presenta un modello della Certosa di Pavia alla Vergine, affresco, 1490~1495, Certosa di Pavia.

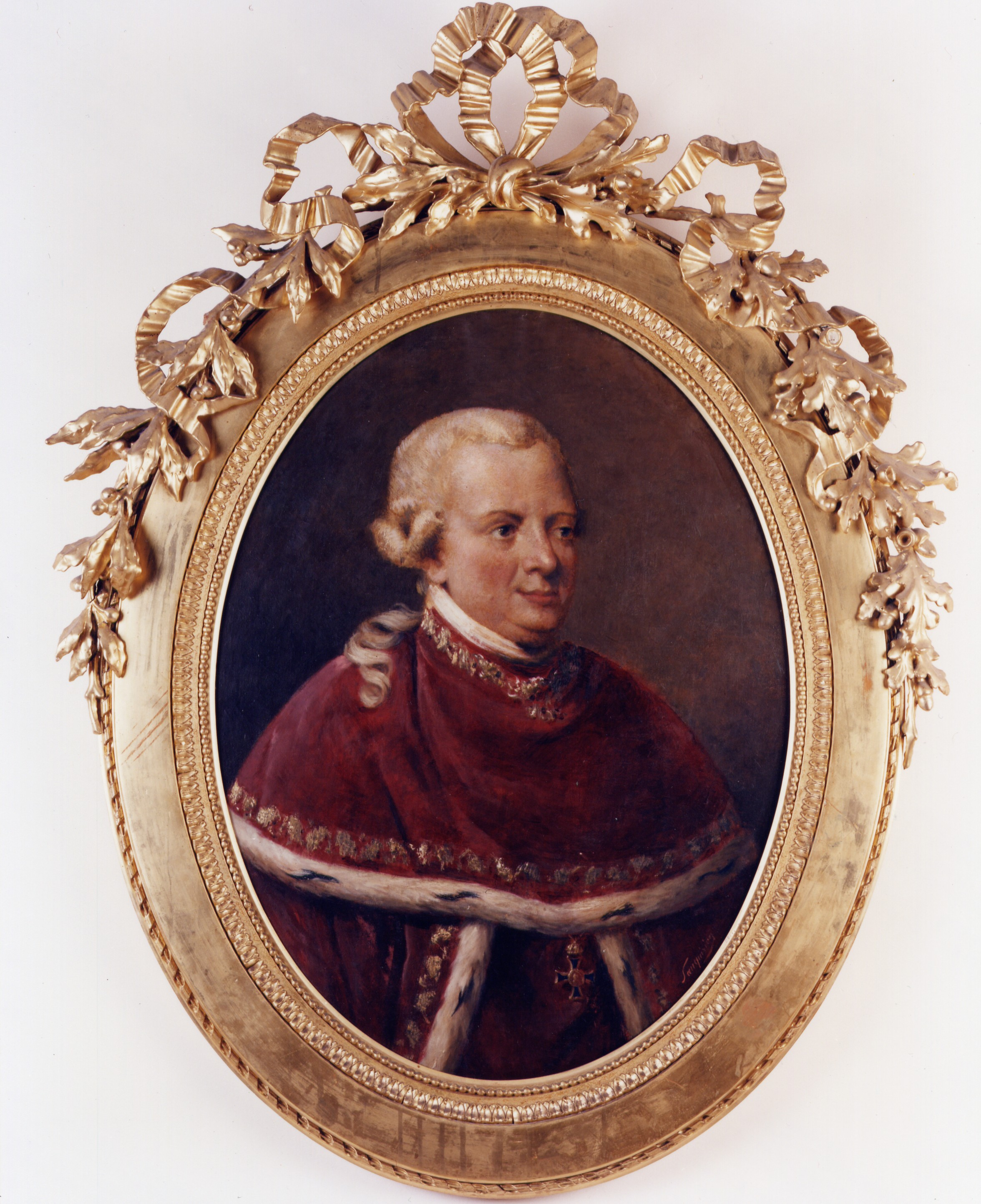
A. Sanquirico, Ritratto di Antonio Greppi. Fu tra i più importanti ed influenti rappresentanti dell'aristocrazia milanese filo-austriaca nel XVIII secolo.

A Milano il primo elenco di nobiltà stilato ufficialmente fu la Matricula nobilium familiarum Mediolani di Ottone Visconti, datata al 20 aprile 1277, nella quale vennero elencate le famiglie nobili del milanese degne di avere dei canonici della Cattedrale di Milano, sono essenzialmente famiglie che aiutarono i Visconti nella loro presa di potere sul comune di Milano, ma anche alcune famiglie nemiche ma considerate tra le più antiche per nobiltà nella vita futura del ducato.
Dal 5 settembre 1395 i duchi di Milano ottennero ufficialmente il diritto di concedere la nobiltà a quanti nobili non fossero, per merito dell'imperatore Venceslao del Sacro Romano Impero, coerentemente col riconoscimento del ducato di Milano. Durante tutto il periodo ducale, prima dei Visconti e poi degli Sforza, la nobiltà residente in città si era sempre più predisposta a divenire nobiltà di corte, al servizio diretto del duca, soprattutto nel campo delle armi e delle alleanze per scopi bellici. Queste famiglie, durante questo periodo, giocarono un ruolo fondamentale nella politica del territorio, pur senza mai surclassare completamente la figura del duca. A questo periodo si lega la maggior parte del patriziato milanese che costituirà nei secoli successivi un segno di distinzione tra la nobiltà concessa "ai milanesi dal loro duca" e quella concessa dagli "stranieri".
Con il crollo del ducato di Milano sforzesco ed il suo passaggio sotto il dominio imperiale e spagnolo, la nobiltà tornò ad un sostanziale attaccamento alla feudalità, consentendo però nel contempo anche l'emergere di una nuova nobiltà "di toga" o terriera, che legava le proprie fortune al ricoprire incarichi per conto del governo della Spagna, arricchendosi con l'acquisto di varie località in feudo che decidevano spontaneamente di mettere al bando la propria libertà per ottenere protezione e copertura delle spese di amministrazione che, unitamente all'alto livello di tassazione, costituivano una delle problematiche di sostentamento principale di piccole e medie comunità rurali.
La nobiltà milanese assottigliò ulteriormente il proprio legame con l'amministrazione del territorio e la feudalità a partire dall'inizio del Settecento quando il Ducato di Milano passò sotto la dominazione austriaca. L'Austria permeò l'amministrazione del ducato con uomini di propria fiducia, preferendoli di gran lunga ai milanesi autoctoni che vennero perlopiù relegati a ruoli onorifici o secondari (pur non mancando in questo senso le eccezioni). In questo caso si assistette ad un nuovo emergere delle classi borghesi che vennero nobilitate per il loro servizio particolare allo Stato come nel caso del banchiere Antonio Tanzi di Blevio, insignito del titolo asburgico di Edler e di Antonio Greppi (1722-1799), rampollo della famiglia Greppi che ottenne proprio durante il XVIII secolo la nobiltà cittadina per la sua ricchezza e influenza. 
L'Ottocento è indubbiamente il secolo di maggiore decadenza per la nobiltà milanese: ormai spogliata di molti dei propri antichi privilegi, l'aristocrazia di Milano, seguendo il più vivido spirito romantico, si spaccò in due lasciando da una parte i nostalgici del vecchio ducato di Milano che auspicavano un ritorno ad un territorio indipendente dalla dominazione straniera e con maggiore influenza destinata alla classe aristocratica, mentre sull'altro fronte era schierata la nobiltà filo-austriaca che aveva fatto fortuna proprio durante il periodo di dominazione straniera e che non voleva rinunciare ai diritti acquisiti faticosamente.
L'unità d'Italia rappresentò la vittoria schiacciante della prima fazione, avendo però il difetto in sé di annullare la grande influenza che l'aristocrazia milanese sperava di riacquistare sul milanese, spandendola su scala nazionale ed uniformandola al resto dell'alta società della penisola. Molte famiglie nobili milanesi mantennero la loro prerogativa di salotto durante tutto il periodo umbertino durante il quale Milano fu al centro di numerosi eventi e del progresso sociale e industriale che investì il regno, entrando in definitiva decadenza dopo la fine della prima guerra mondiale.

### Strutture e suddivisioni
Ogni nobile milanese che deteneva dei possedimenti o dei feudi nel territorio facente parte del Ducato di Milano era tenuto a prestare giuramento al duca, pratica che venne di molto snellita con la dominazione austriaca, ove al posto della nobiltà terriera iniziò a prevalere la nobiltà meritocratica.
La religione era quasi esclusivamente quella cattolica.
La nobiltà milanese è suddivisibile in tre macro-categorie:
- Famiglie patrizie, ovvero appartenenti al patriziato cittadino.
- Famiglie nobili o feudatarie, ovvero di nobiltà non cittadina o legata a feudi nel contado.
- Famiglie aggregate, ovvero che hanno ottenuto nobilitazione altrove ma che per lunga distinzione o fama notevole si sono guadagnate il diritto ad entrare a far parte del patriziato milanese.

Queste categorie erano a loro volta suddivisibili in:
1. la nobiltà ''ab immemorabili'', la cui condizione signorile era così antica da non poterne rintracciare l'origine.
2. la nobiltà feudale, che fu investita di feudi imperiali o arcivescovili prima della proclamazione del Ducato di Milano (5 settembre 1395);[2][3]
3. la nobiltà ducale, che aveva ottenuto la nobilitazione all'epoca del ducato di Milano;[4]
4. la nobiltà filo-spagnola, che aveva ottenuto la nobilitazione all'epoca della dominazione spagnola nel milanese;
5. la nobiltà filo-austriaca che aveva ottenuto la nobilitazione all'epoca della dominazione austriaca nel milanese;
6. la nobiltà filo-napoleonica che aveva ottenuto la nobilitazione all'epoca della dominazione napoleonica nel milanese.

### Il patriziato

#### L'antico patriziato
Milano godette sin dalla fine del medioevo di un proprio patriziato. La prima testimonianza di questa presenza è costituita dalla Matricula nobilium familiarum Mediolani redatta nel 1377 che contiene l'elenco delle famiglie nobili alle quali dovevano appartenere gli ordinari della Metropolitana milanese.

#### Il nuovo patriziato
Con l'ingrandirsi dei confini del ducato nel corso dei secoli XV e XVI e con l'estensione della nobiltà a nuove famiglie (in particolare tra XVII e XVIII secolo), il patriziato milanese rimaneva immagine di una ristretta cerchia di fedelissimi che detenevano un vero e proprio potere civile in città, anche se si espanse al proprio interno giungendo ad includere, oltre alle famiglie patrizie già incluse nella matricola medievale, anche le seguenti famiglie, in alcuni casi rami secondari o collaterali delle prime:
1. Abbiati
2. Adda (d')
3. Alciati
4. Aliprandi
5. Andreani
6. Anguissola
7. Archinto
8. Arcimboldi
9. Arconati
10. Arese
11. Arrigoni
12. Balbi
13. Barbavara
14. Barbiano di Belgiojoso
15. Barbò
16. Beccaria
17. Besana
18. Besozzi
19. Bigli
20. Borromeo
21. Bossi
22. Busca
23. Caccia
24. Cagnola
25. Caimi
26. Calchi Novati
27. Cambiaghi
28. Capitani di Settala
29. Caponago
30. Carcano
31. Casati
32. Castelli
33. Castiglioni
34. Cattaneo
35. Cavazzi della Somaglia
36. Cicogna
37. Clerici
38. Confalonieri
39. Crescentini
40. Crevenna
41. Crivelli
42. Croce
43. Cusani
44. Daverio
45. Dugnani
46. Durini
47. Erba (poi Erba Odescalchi)
48. Ferreri
49. Foppa
50. Fossati
51. Gallarati
52. Gallina
53. Ghislieri
54. Giovio
55. Giulini
56. Imbonati
57. Isimbardi
58. Lampugnani
59. Landriani
60. Litta
61. Litta Modignani
62. Litta Visconti Arese
63. Lomeni
64. Lonati
65. Lucini
66. Lurani Cernuschi
67. Mayno (del)
68. Mandelli
69. Meda
70. Medici di Marignano
71. Melzi (poi Melzi d'Eryl)
72. Meraviglia Mantegazza
73. Monti
74. Moriggia
75. Nava
76. Negri
77. Odescalchi
78. Olivazzi
79. Origo
80. Orombelli
81. Padulli
82. Parravicini
83. Pertusati
84. Piola
85. Po
86. Porro
87. Porta (della)
88. Pozzobonelli
89. Prata
90. Radice Fossati
91. Rasini
92. Resta
93. Riva
94. Rovida
95. Scotti
96. Serbelloni
97. Serponti
98. Sessa
99. Sfondrati
100. Sforza
101. Sola
102. Sormani
103. Stampa
104. Talenti
105. Taverna
106. Terzaghi
107. Torre (della)
108. Trivulzio
109. Trotti
110. Uboldi
111. Verri
112. Verme (dal)
113. Villani
114. Vimercati
115. Visconti
116. Visconti di Modrone

## Elenco delle principali famiglie nobili milanesi
Segue qui l'elenco delle principali famiglie nobili milanesi di tutte le epoche. Le famiglie nobili non necessariamente appartenevano al patriziato cittadino. L'elenco è derivato dalle opere citate in bibliografia.
     Nobiltà ab immemorabili
     Nobiltà feudale
     Nobiltà ducale
     Nobiltà filo-spagnola
     Nobiltà filo-austriaca
     Nobiltà filo-napoleonica
     Aggregati
     Sconosciuto

### A
| Nome                                           | Prima menzione e luogo di origine: | Titolo e data di concessione: | Tipologia e data di aggregazione al patriziato milanese | Note                                                       | Stemma |
| ---------------------------------------------- | ---------------------------------- | --- | ------------------------------------------------------- | ---------------------------------------------------------- | ------ |
| Abbiati                                        |                                    | |                                                         |                                                            |        |
| Acerbi                                         | XIII secolo (Ferrara)              | Marchesi di Cisterna | 1622                                                    |                                                            |        |
| Adda (D')                                      | XIV secolo                         | Conti di Sale (1349) Marchesi di San Giovanni in Plumenasca                                                                                     | 1349                                                    |                                                            |        |
| Adda (D')                                      | XIV secolo                         | Marchesi di Pandino (dipl. 10 ottobre 1615) | 1615                                                    |                                                            |        |
| Agnesi                                         |                                    | Feudatari di Monteveglia (Montevecchia) |                                                         |                                                            |        |
| Airoldi                                        | (Robbiate)                         | Conti (1649) Feudatari di Lecco e delle due comunità della Bellasina (1647)                                                                     | 1647                                                    |                                                            |        |
| Airoldi                                        | (Robbiate)                         | Marchesi |                                                         | Abitavano in Borgo della Fontana in Porta Tosa a Milano    |        |
| Ala Ponzoni o Ala Ponzone                      | (Cremona)                          | Conti di Maggiora |                                                         |                                                            |        |
| Alari o Alario                                 | (Piemonte)                         | Conti di Tribiano (1731) | 1731                                                    |                                                            |        |
| Albani di Bergamo                              |                                    | conti del Sacro Romano Impero |                                                         |                                                            |        |
| Albani di Roma                                 | XV secolo (Urbino)                 | Principi di Soriano nel Cimino | Aggregati                                               |                                                            |        |
| Albertoni Picenardi                            | (Cremona)                          | Feudatari di Macherio (1771) | 1771                                                    |                                                            |        |
| Albuzio o Albuzi                               |                                    | Fisici di collegio |                                                         |                                                            |        |
| Alciati                                        |                                    | Nobili (1602) Dottori di Collegio | 1602                                                    |                                                            |        |
| Alemagna                                       |                                    | Conti e feudatari (1757) | 1757                                                    |                                                            |        |
| Alfieri                                        |                                    | Conti di Azzate (1657) | 1657                                                    | Famiglia estinta                                           |        |
| Aliprandi Martinengo                           |                                    | Marchesi |                                                         | Famiglia estinta nei maschi nel 1788.                      |        |
| Aliprandi                                      |                                    | Conti di Merone (1728) Dottori di Collegio (1649)                                                                                               | 1728                                                    | Famiglia estinta nei maschi nel 1780.                      |        |
| Altemps                                        |                                    | Duchi di Gallese | Aggregati                                               |                                                            |        |
| Andreani o Andriani                            | XIII secolo (Dervio)               | Conti di Corenno (1748) | 1748                                                    | Famiglia estinta nel 1831 e passata per cognome ai Sormani |        |
| Andreoli                                       | XVI secolo (Val Vigezzo)           | Marchesi di Sovico e Grugnotorto (1741) | 1741                                                    |                                                            |        |
| Andreotti detti Riva (Riva Andreotti)          |                                    | Conti e feudatari della Valle Intelvi (Lago di Como, 1713)                                                                                      | 1713                                                    |                                                            |        |
| Angiolini                                      | XVII secolo (Bergamo)              | Marchesi di Cerro (1711) | 1711                                                    |                                                            |        |
| Anguissola o Anguissola Tedeschi Secco Comneno |                                    | Conti di Ciavernasco (1483) | 1483                                                    |                                                            |        |
| Annoni                                         |                                    | Conti e feudatari di Gussola, Martignana, ecc. (1623)                                                                                           | 1623                                                    |                                                            |        |
| Annoni                                         | XIV secolo (Annone di Brianza)     | Conti di Cerro Pieve di San Giuliano (1674) Signori di Otranto in Anversa                                                                       | 1623                                                    |                                                            |        |
| Antona Traversi o Antona Traversi Grismondi    |                                    | Nobili |                                                         |                                                            |        |
| Appiani                                        | XV secolo (Pavia)                  | Nobili Dottori di Collegio |                                                         |                                                            |        |
| Arbona                                         | XVI secolo (Milano)                | Marchesi e feudatari di Agrate (1708) | 1708                                                    |                                                            |        |
| Araciel                                        | XI secolo (Spagna)                 | Marchesi di Cerro (dipl. 15 luglio 1713) | 1713                                                    |                                                            |        |
| Archilli                                       | XVI secolo (Milano)                | Conti del Sacro Romano Impero Germanico,Cavalieri di Legnano,Signori di Noviglio(1634), di Tainate e Barate (1628) e di alcuni feudi limitrofi. | 1628                                                    |                                                            |        |
| Archinto                                       | XI secolo (Milano)                 | Marchesi di Parona (1707) Signori di Erba, Albavilla, (1634) Consignori di Albizzate                                                            | 1628                                                    |                                                            |        |
| Arcimboldi                                     | XV secolo (Parma)                  | Feudatari (1484) e marchesi di Arcisate (1647)                                                                                                  | 1484                                                    | Famiglia estinta nel 1727                                  |        |
| Arconati                                       | XIII secolo (Arconate)             | Patrizi milanesi (1277) Marchese di Busto Garolfo (1664) Conte di Lomazzo (1570) Conte di Arconate (1649) Feudatario della Pieve di Dairago     | 1277                                                    | Famiglia estinta in linea maschile nel 1876                |        |
| Arese o Aresi                                  | XIII secolo (Arese)                | Patrizi milanesi (1277) Conti di Castel Lambro (1627) Conti e feudatari di Barlassina (1666)                                                    | 1277                                                    |                                                            |        |
| Arluni                                         | XIV secolo                         | |                                                         |                                                            |        |
| Arquis                                         | (Spagna)                           | |                                                         |                                                            |        |
| Arrigoni                                       | XIV secolo (Mantova)               | Conti e feudatari di Broni (1708) | 1708                                                    |                                                            |        |
| Arrigoni                                       | XIV secolo (Mantova)               | Marchesi e feudatari di Rovagnate (1730) | 1730                                                    |                                                            |        |
| Assandri                                       |                                    | Nobili (1770) Dottori di Collegio | 1770                                                    |                                                            |        |
| Avogadri di Milano                             |                                    | Nobili Dottori di Collegio |                                                         |                                                            |        |
| Azzanelli                                      | (Soncino)                          | Feudatari di Ferabova e Cassina de Secchi (1652)                                                                                                | 1652                                                    |                                                            |        |

### B
| Nome                                                                   | Prima menzione e luogo di origine: | Titolo e data di concessione: | Tipologia e data di aggregazione al patriziato milanese | Note | Stemma                                             |
| ---------------------------------------------------------------------- | ---------------------------------- | --- | ------------------------------------------------------- | --- | -------------------------------------------------- |
| Bagliotti                                                              |                                    | Marchesi, conti di Maggiore, Nibbiola |                                                         | Famiglia estinta |                                                    |
| Balbi                                                                  |                                    | |                                                         | |                                                    |
| Balbiani                                                               |                                    | Conti e feudatari della Pieve di Agliate (1478) | 1478                                                    | |                                                    |
| Baldironi                                                              | XV secolo (Milano)                 | |                                                         | Famiglia estinta nel XVIII secolo                                                                                             |                                                    |
| Balsamo (o Balsami, poi Balsamo Crivelli)                              |                                    | Marchesi feudatari di Zelo e Surrigone (1727) | 1727                                                    | |                                                    |
| Balzarotti                                                             |                                    | |                                                         | |                                                    |
| Barazzetta-Bordogna                                                    |                                    | Feudatari di Mandello |                                                         | |                                                    |
| Barbavara o Barbavara di Gravellona                                    |                                    | Conti di Valsesia (1403) e di Gravellona (1495) | 1403                                                    | |                                                    |
| Barbiani (Barbiano di Belgioioso) poi Barbiano di Belgioioso-D'Este    |                                    | Principi del Sacro Romano Impero Marchesi di Grumello Conti di Belgioioso (1431) | 1431                                                    | |                                                    |
| Barbò                                                                  | XIII secolo (forse Germania)       | Feudatari di Pumenega Conti e feudatari di Casal Morano (1625) | 1625                                                    | |                                                    |
| Barni                                                                  |                                    | Conti di Roncadello Patrizi di Lodi | XVII secolo                                             | |                                                    |
| Barzena                                                                | XVII secolo (Spagna)               | Nobili |                                                         | |                                                    |
| Barzi                                                                  |                                    | Feudatari di Robecco (1433) | 1433                                                    | |                                                    |
| Barzizi                                                                |                                    | Nobili |                                                         | Famiglia derivata dal paese di Barziza (Barzizza) nel territorio bergamasco                                                   |                                                    |
| Bazzetta                                                               | (Novara)                           | Conti | XVII secolo                                             | |                                                    |
| Beccaria                                                               | XIV secolo (Pavia)                 | Marchesi di Occimiano (1351) Conti di Voghera | 1351                                                    | |                                                    |
| Beccaria di Valtellina                                                 | XIV secolo (Como)                  | Feudatari di Sondalo (1354) | 1354                                                    | |                                                    |
| Belcredi                                                               |                                    | Marchesi di Montaldo e Volpara (1680) | 1680                                                    | |                                                    |
| Bellingeri                                                             |                                    | Confeudatari di Rivarone (1441) | 1441                                                    | |                                                    |
| Bellini                                                                | (Novara)                           | Conti | 1739                                                    | |                                                    |
| Belloni                                                                | (Milano)                           | Marchesi e feudatari della Rocchetta del Tanaro (1665) | 1665                                                    | |                                                    |
| Benaglia (o Benagli)                                                   | XI secolo (Milano)                 | Feudatari di Mezzano (1688) | 1688                                                    | Famiglia estinta nel XVIII secolo                                                                                             |                                                    |
| Bendoni                                                                |                                    | |                                                         | |                                                    |
| Benzoni                                                                | XVI secolo (Crema)                 | Marchesi (1733) feudatari di Balsamo (1731) | 1733                                                    | |                                                    |
| Beolchi (o Beolci o Bevolchi)                                          |                                    | Nobili Dottori di Collegio |                                                         | |                                                    |
| Beretta                                                                | (Milano)                           | Conti |                                                         | |                                                    |
| Beretta della Torre                                                    | (Villongo, Bergamo)                | |                                                         | |                                                    |
| Bernago                                                                | (Milano)                           | Nobili |                                                         | |                                                    |
| Bernareggi                                                             | (Milano)                           | Conti di San Damiano (1711) | 1711                                                    | |                                                    |
| Bertoglio                                                              | (Milano)                           | Conti di Tormo in Gera d'Adda (1738) | 1738                                                    | |                                                    |
| Bescapè (o Bascapè o Basilica di Pietro)                               | X secolo (Milano)                  | Feudatari di Bescapè e Becalzù (1625) | 1625                                                    | |                                                    |
| Besozzi                                                                | XIII secolo (Milano)               | Marchesi (1704) e confeudatari di Besozzo (XV secolo) | XV secolo                                               | |                                                    |
| Besozzi                                                                | (Milano)                           | Conti della Pieve di Leggiuno |                                                         | |                                                    |
| Besozzi (o Castelbesozzo)                                              | (Milano)                           | Conti (1675) e feudatari di Cormano | 1675                                                    | |                                                    |
| Besozzi-Valentini o Besozzi di Mombello                                | (Milano)                           | Nobili di Castelbesozzo (1925) |                                                         | |                                                    |
| Besozzi Visconti                                                       | (Milano)                           | Conti Nobili |                                                         | Eredi dei Visconti di Besnate                                                                                                 |                                                    |
| Besta                                                                  | XIII secolo (Milano)               | Feudatari di Teglio, Nigola Trevisio (XV secolo) | XV secolo                                               | |                                                    |
| Bianchi di Robbiano                                                    |                                    | |                                                         | |                                                    |
| Bianchi d'Adda                                                         | (Masnago)                          | |                                                         | |                                                    |
| Bianchi di Velate                                                      | XIV secolo (Velate)                | Nobili |                                                         | Famiglia estinta |                                                    |
| Bianchi di Caronno                                                     | (Caronno Pertusella)               | Nobili |                                                         | Diramazione della precedente famiglia.                                                                                        |                                                    |
| Bigli (o Biglia)                                                       |                                    | Marchesi del Sacro Romano Impero (1623) Conti (1525) e feudatari (1425) di Saronno | 1425                                                    | |                                                    |
| Binaghi                                                                |                                    | Nobili |                                                         | |                                                    |
| Biotti                                                                 |                                    | |                                                         | |                                                    |
| Biraghi di Lazzate                                                     | (Lazzate)                          | Nobili Dottori di Collegio |                                                         | |                                                    |
| Biraghi o Birago poi Birago Alfieri                                    | X secolo (Milano)                  | Feudatari di Ottobiano (1481) | 1481                                                    | |                                                    |
| Biumi                                                                  | XII secolo (Varese)                | Marchesi feudatari di Binasco (1651) | 1651                                                    | |                                                    |
| Blasco                                                                 |                                    | | Aggregati                                               | Famiglia originaria del Regno di Castiglia e d'Aragona insino dall'anno 1282, indi passata in Sicilia, e finalmente in Milano |                                                    |
| Bodij o Bodio                                                          |                                    | Feudatari di Grugnotorto (1692) | 1692                                                    | |                                                    |
| Boffa                                                                  |                                    | Baroni di Monzoro (1789) | 1789                                                    | |                                                    |
| Bolagnos                                                               | (Spagna, Asturie)                  | Marchesi di Pizzighettone (1728) Conti del Sacro Romano Impero Feudatari di Caleppio | 1728                                                    | Famiglia estinta nel 1757 |                                                    |
| Bolognini Attendolo                                                    |                                    | Conti e feudatari di Sant'Angelo (1452) | 1452                                                    | Da questa famiglia derivò la famiglia degli Sforza duchi di Milano                                                            |                                                    |
| Bonesana                                                               |                                    | Conti e feudatari di Mignetto (1668) | 1668                                                    | |                                                    |
| Bonfanti                                                               |                                    | |                                                         | |                                                    |
| Borgazzi                                                               |                                    | Conti e feudatari di Mignetto (1668) | 1668                                                    | |                                                    |
| Borri                                                                  | XII secolo (Santo Stefano Ticino)  | Conti (XVII secolo) e feudatari di Santo Stefano Ticino (1275) | 1275                                                    | Famiglia estinta nel XIX secolo                                                                                               |                                                    |
| Borromeo (o Borromei), poi Borromeo Arese, poi Borromeo Visconti Arese | XIV secolo (San Miniato, Toscana)  | Conti (1445) e feudatari di Arona (1439) Feudatari di Cannobio, Lesa e (1441), Mergate e Vogogna (1446), Val Vigezzo, Bogo Ticino, Suno, Gattico (1447) Grandi di Spagna (dipl. 8 gennaio 1708) | 1439                                                    | |                                                    |
| Borsani (o Da Borsano)                                                 | XIII (Borsano)                     | Nobili | XIII secolo                                             | Ambrogio satis delectus di Giovanni Visconti e padre di Simone, arcivescovo di Milano                                         |                                                    |
| Bossi di Musso                                                         | XII secolo (Milano, Pavia, Padova) | Marchesi feudatari di Musso (1620) | 1620                                                    | |                                                    |
| Bossi                                                                  | (Bodio Lomnago)                    | Nobili |                                                         | |                                                    |
| Bossi di Azzate                                                        |                                    | Conti di Azzate Signori di Oggiona |                                                         | |                                                    |
| Bossi Visconti o Bossi di Montonate                                    |                                    | |                                                         | |                                                    |
| Bossi Lampugnani                                                       |                                    | |                                                         | |                                                    |
| Botta poi Botta Adorno                                                 |                                    | Principi del Sacro Romano Impero Marchesi di Torre d'Isola (1703) Conti | 1703                                                    | Succeduti agli Adorno nel 1634. Famiglia estinta nel 1882                                                                     |                                                    |
| Bottigella                                                             | XII secolo (Pavia)                 | Feudatari di Calvignano (1452) | 1452                                                    | |                                                    |
| Brambilla o Brambilla de' Carminati                                    |                                    | Stemmario Trivulziano - Ramo cadetto esistente in Milano - Giovanni, Pierfranco, Paolo, Emilio, Carlo                                                                                           |                                                         | |                                                    |
| Brambilla                                                              |                                    | Feudatari di Civesio (1752) | 1752                                                    | |                                                    |
| Brambilla                                                              |                                    | Feudatari di Carpiano |                                                         | |                                                    |
| Brasca o Brasca Visconti Daverio                                       | XV secolo (Milano)                 | |                                                         | |                                                    |
| Brebbia                                                                | XV secolo (Brebbia)                | Conti feudatari di Barzago (1647) Feudatari di Missaglia, Brivio e Agliate (1539) | 1539                                                    | |                                                    |
| Brentano                                                               |                                    | Conti feudatari di Caltignaga (1730) | 1730                                                    | |                                                    |
| Brezzi                                                                 |                                    | |                                                         | |                                                    |
| Brivij o Brivio Sforza                                                 |                                    | Marchesi di Santa Maria in Prato (1627) | 1627                                                    | |                                                    |
| Brivio di Brochles                                                     |                                    | Conti di Brochles Signori di Montevecchia (1713) | 1713                                                    | |                                                    |
| Brusati                                                                |                                    | Marchesi di Settala | XVIII secolo                                            | Cessione dei titoli fatta dal marchese Badanaschi con l'assenso dell'imperatore Carlo VI                                      | Forse un ramo della famiglia dei Brusati di Novara |
| Busca poi Busca Arconati Visconti                                      |                                    | Marchesi feudatari di Lomagna (1659) | 1659                                                    | |                                                    |
| Busseri o Da Bussero                                                   | (Bussero)                          | Marchesi |                                                         | |                                                    |
| Busseti                                                                |                                    | Marchesi (1693) Feudatari di Avolasca (1698) | 1693                                                    | |                                                    |
| Buttafava                                                              |                                    | Conti e feudatari di Carate Brianza e Cassano Magnago |                                                         | |                                                    |
| Buttintrochi                                                           | XVII secolo (Svizzera)             | Marchesi (1717) e feudatari (1657) di Cologno | 1657                                                    | Famiglia estinta nel 1721 |                                                    |
| Boisio o Bosisio                                                       |                                    | |                                                         | |                                                    |
| Ballabio o Ballabi                                                     |                                    | |                                                         | |                                                    |
| Boldoni di Bellano                                                     |                                    | |                                                         | |                                                    |

### C
| Nome                                                  | Prima menzione e luogo di origine:       | Titolo e data di concessione:                                                                                | Tipologia e data di aggregazione al patriziato milanese | Note                                                                                     | Stemma |
| ----------------------------------------------------- | ---------------------------------------- | --- | ------------------------------------------------------- | ---------------------------------------------------------------------------------------- | ------ |
| Cabiati                                               |                                          | |                                                         |                                                                                          |        |
| Caccia                                                | XII secolo (Novara)                      | |                                                         |                                                                                          |        |
| Caccia Dominioni                                      |                                          | Feudatari di Sillavengo (1483)                                                                               | 1483                                                    | Ramo della famiglia Caccia                                                               |        |
| Caccia di Romentino                                   |                                          | Feudatari di Romentino                                                                                       |                                                         | Ramo della famiglia Caccia                                                               |        |
| Caccia di Varallo                                     |                                          | Feudatari di Varallo Pombia                                                                                  |                                                         | Ramo della famiglia Caccia                                                               |        |
| Caccia di Arona                                       |                                          | |                                                         | Ramo della famiglia Caccia                                                               |        |
| Caccia di Camiano                                     |                                          | |                                                         | Ramo della famiglia Caccia                                                               |        |
| Caccia de' Capitani Bava                              |                                          | |                                                         | Ramo della famiglia Caccia                                                               |        |
| Cadolini                                              |                                          | Nobili |                                                         |                                                                                          |        |
| Cagnola (o Cagnoli)                                   |                                          | Feudatari (1521) e marchesi (1742) di Granozzo Patrizi milanesi (1377)                                       | 1377                                                    |                                                                                          |        |
| Caimi                                                 |                                          | Feudatari di Turate (1623), conti                                                                            | 1623                                                    |                                                                                          |        |
| Caimi di Castellanza                                  |                                          | |                                                         |                                                                                          |        |
| Calcaterra                                            |                                          | |                                                         |                                                                                          |        |
| Calchi poi Calchi Novati                              | XVI secolo                               | Feudatari di Pozzolo e Barate (1784)                                                                         | 1784                                                    |                                                                                          |        |
| Caldara                                               |                                          | |                                                         |                                                                                          |        |
| Calderari (o Calderara)                               | XVI secolo (Como)                        | Marchesi feudatari di Turano (1675)                                                                          | 1675                                                    |                                                                                          |        |
| Calderari                                             |                                          | Conti di Palazzolo (1683)                                                                                    | 1683                                                    |                                                                                          |        |
| Calvi di Milano                                       | XIV secolo (Val Brembana)                | |                                                         |                                                                                          |        |
| Calvi di Genova                                       | XVIII secolo (Genova)                    | |                                                         | Trasferiti a Milano nel Settecento; a questa famiglia appartenne lo storico Felice Calvi |        |
| Cambiaghi                                             | XIV secolo (Milano)                      | Nobili Dottori di Collegio                                                                                   |                                                         | Famiglia estinta nel XIX secolo                                                          |        |
| Campagnani                                            |                                          | |                                                         |                                                                                          |        |
| Canavesi                                              | XIV secolo (Milano)                      | Nobili Patrizi milanesi (1771)                                                                               | 1771                                                    | Famiglia estinta                                                                         |        |
| Candiani                                              | XV secolo (Milano)                       | Conti (XVI secolo)                                                                                           | XVI secolo                                              |                                                                                          |        |
| Canzi                                                 |                                          | Consignori di Labbrate Superiore (1757)                                                                      | 1757                                                    |                                                                                          |        |
| Capitani o Capitanei d'Arzago                         |                                          | Marchesi |                                                         |                                                                                          |        |
| Capitani d'Hoè                                        |                                          | |                                                         |                                                                                          |        |
| Capitani di Scalve                                    | XV secolo (Val di Scalve)                | Conti e feudatari di Concorezzo (1690) Grandi di Spagna                                                      | 1690                                                    | Famiglia estinta nel 1841                                                                |        |
| Capitani da Sesto                                     |                                          | |                                                         |                                                                                          |        |
| Capitani da/di Vimercate                              |                                          | |                                                         |                                                                                          |        |
| Caravaggi                                             |                                          | Marchesi |                                                         |                                                                                          |        |
| Carcano (o Carcani)                                   |                                          | Feudatari di Nicorvo (1640)                                                                                  | 1640                                                    |                                                                                          |        |
| Carcano di Cantù                                      |                                          | |                                                         |                                                                                          |        |
| Carcano d'Arzago                                      |                                          | |                                                         |                                                                                          |        |
| Carcano d'Anzano                                      |                                          | Marchesi feudatari di Anzano (1684)                                                                          | 1684                                                    |                                                                                          |        |
| Carcassola                                            |                                          | Marchesi feudatari di Lentate (1626)                                                                         | 1626                                                    |                                                                                          |        |
| Cardano (o Da Cardano o Cardani)                      | XII Secolo (Cardano al Campo, Gallarate) | Nobili |                                                         | Milone da Cardano, Arcivescovo di Milano (1120-1125); Girolamo Cardano alchimista (1501) |        |
| Carena                                                |                                          | Feudatari di Merone (1711)                                                                                   | 1711                                                    |                                                                                          |        |
| Carloni                                               |                                          | |                                                         |                                                                                          |        |
| Carminati de Brambilla                                |                                          | |                                                         |                                                                                          |        |
| Caroelli                                              |                                          | Conti del Sacro Romano Impero Feudatari di Vespolate (1715)                                                  | 1715                                                    |                                                                                          |        |
| Carpani                                               |                                          | Conti di Busnigo (1657)                                                                                      | 1657                                                    |                                                                                          |        |
| Carpani                                               |                                          | Marchesi feudatari di Cassano Albesio                                                                        |                                                         |                                                                                          |        |
| Carpani di Villa Incino                               |                                          | |                                                         |                                                                                          |        |
| Carrara                                               |                                          | |                                                         |                                                                                          |        |
| Carrè                                                 |                                          | |                                                         |                                                                                          |        |
| Carugati                                              |                                          | |                                                         |                                                                                          |        |
| Casanova                                              |                                          | |                                                         | Oriundi di Gravellona                                                                    |        |
| Casiraghi                                             |                                          | Feudatari di Monticello                                                                                      |                                                         |                                                                                          |        |
| Casati di Spino                                       |                                          | Conti di Spino e Nosadello                                                                                   |                                                         | Linea estinta                                                                            |        |
| Casati di Casate                                      |                                          | Marchesi di Casate (dipl. del duca di Parma del 3 aprile 1691 e dell'imperatore Carlo VI del 19 luglio 1720) | 1720                                                    | Linea estinta                                                                            |        |
| Casati poi Casati Stampa di Soncino                   |                                          | Conti Casati (1771) Marchesi (1892, per successione Stampa di Soncino)                                       | 1771                                                    |                                                                                          |        |
| Casati di Borgolavezzaro                              |                                          | Conti di Borgolavezzaro (dipl. 28 maggio 1621)                                                               | 1621                                                    | Famiglia estinta                                                                         |        |
| Casati di Fabbrica                                    |                                          | Signori di Fabbrica (1594)                                                                                   | 1594                                                    | Famiglia estinta nel 1738                                                                |        |
| Casnedi                                               |                                          | Marchesi di Nesso (1662)                                                                                     | 1662                                                    |                                                                                          |        |
| Cassani                                               |                                          | |                                                         |                                                                                          |        |
| Cassera                                               |                                          | Conti |                                                         |                                                                                          |        |
| Cassina                                               |                                          | |                                                         |                                                                                          |        |
| Castelbarco poi Castelbarco Albani Visconti Simonetta |                                          | Conti feudatari di Cislago (XVIII secolo)                                                                    | XVIII secolo                                            |                                                                                          |        |
| Castel Sanpietro                                      |                                          | |                                                         |                                                                                          |        |
| Castelletti                                           |                                          | |                                                         |                                                                                          |        |
| Caponago                                              |                                          | |                                                         |                                                                                          |        |
| Castelli                                              |                                          | Feudatari di Parabiago (1656), marchesi (1661)                                                               | 1656                                                    | Famiglia estinta nel 1783                                                                |        |
| Castelli-Reina                                        |                                          | Marchesi di Seregno                                                                                          |                                                         |                                                                                          |        |
| Castiglioni                                           |                                          | Conti palatini Feudatari di Garlasco e Marano (1436)                                                         | 1436                                                    |                                                                                          |        |
| Castiglioni di Castiglione                            |                                          | Marchesi feudatari di Castiglione Olona                                                                      |                                                         |                                                                                          |        |
| Castiglioni di Robbiate                               |                                          | |                                                         |                                                                                          |        |
| Castiglioni di Lozza                                  |                                          | Nobili (1648)                                                                                                | 1648                                                    |                                                                                          |        |
| Castiglioni di Venegono                               |                                          | |                                                         |                                                                                          |        |
| Castiglioni di Masnago                                |                                          | |                                                         |                                                                                          |        |
| Catenacci                                             |                                          | Feudatari di San Pietro, Donato e Besentrate                                                                 |                                                         |                                                                                          |        |
| Cattanei o Cattaneo                                   |                                          | Baroni del Sacro Romano Impero                                                                               |                                                         |                                                                                          |        |
| Cattanei o Cattaneo                                   |                                          | Conti |                                                         |                                                                                          |        |
| Cattaneo della Torre                                  |                                          | |                                                         |                                                                                          |        |
| Cavacci o Cavazzi o Cavazzi della Somaglia            |                                          | Conti della Somaglia (1451) Feudatari di Orio (1689)                                                         | 1451                                                    |                                                                                          |        |
| Cavagna                                               | (Voghera)                                | Nobili |                                                         |                                                                                          |        |
| Cavenaghi                                             | (Voghera)                                | Conti e Feudatari di Trezzo (1647) e Concesa (1686)                                                          | 1647                                                    |                                                                                          |        |
| Caxa de Leruela                                       |                                          | Marchesi feudatari di Briga (1691)                                                                           | 1691                                                    |                                                                                          |        |
| Cazzani                                               | (Bergamo)                                | Conti della Val Gandino                                                                                      |                                                         |                                                                                          |        |
| Cermelli                                              |                                          | |                                                         |                                                                                          |        |
| Cernuschi                                             |                                          | Conti |                                                         |                                                                                          |        |
| Chiesa                                                |                                          | |                                                         |                                                                                          |        |
| Ciceri                                                |                                          | Conti |                                                         |                                                                                          |        |
| Cicogna poi Cicogna Mozzoni                           |                                          | Conti (1554) feudatari di Peltrengo (1557)                                                                   | 1554                                                    |                                                                                          |        |
| Cittadini                                             |                                          | |                                                         |                                                                                          |        |
| Citterio                                              |                                          | Marchesi di Bollate (1738)                                                                                   | 1738                                                    |                                                                                          |        |
| Clerici                                               |                                          | Marchesi feudatari di Cavenago (1661) e Gerenzano Grandi di Spagna                                           | 1661                                                    |                                                                                          |        |
| Clivi (de Clivio o Clivio)                            |                                          | Baroni di Clivio                                                                                             |                                                         |                                                                                          |        |
| Colli                                                 | (Vigevano)                               | |                                                         |                                                                                          |        |
| Colombi                                               |                                          | Marchesi (1641) Feudatari di Segrate (1689)                                                                  | 1641                                                    |                                                                                          |        |
| Confalonieri                                          |                                          | Conti (1681) Feudatari di Colnago (1685)                                                                     | 1681                                                    |                                                                                          |        |
| Comi                                                  |                                          | |                                                         |                                                                                          |        |
| Conte (Del)                                           |                                          | Nobili Dottori di Collegio                                                                                   |                                                         |                                                                                          |        |
| Conte (Del)                                           | (Carella)                                | Nobili |                                                         |                                                                                          |        |
| Conturbj (o Conturbia)                                |                                          | Feudatari ecclesiastici di Conturbia, marchesi e conti                                                       |                                                         | Residenti in Arona                                                                       |        |
| Corbella                                              |                                          | Marchesi feudatari di Affori (1686)                                                                          | 1686                                                    |                                                                                          |        |
| Corbetta                                              |                                          | |                                                         |                                                                                          |        |
| Corio (o Corji)                                       |                                          | Conti feudatari di Robbiate (1647)                                                                           | 1647                                                    |                                                                                          |        |
| Corio (o Corji)                                       |                                          | Marchesi (1649) feudatari di Sacconago (1647)                                                                | 1647                                                    |                                                                                          |        |
| Cornaggia poi Cornaggia Medici Castiglioni            |                                          | Marchesi della Castellanza                                                                                   |                                                         |                                                                                          |        |
| Corradi di Olivera                                    |                                          | Conti (1662) Feudatari di Robbiate d'Adda (1647) Marchesi (1630)                                             | 1630                                                    |                                                                                          |        |
| Corvini                                               |                                          | Conti (1419)                                                                                                 | 1419                                                    | Residenti in Milano, Parabiago, Riozzo, Lanzano.                                         |        |
| Cossa                                                 |                                          | |                                                         |                                                                                          |        |
| Cotta                                                 |                                          | Feudatari della Val Cuvia                                                                                    |                                                         |                                                                                          |        |
| Cottica (o Cuttica o De Cuticis)                      | XII secolo (Legnano, Castegnate)         | Nobili, Patrizi di Milano con trattamento di Don/Donna                                                       |                                                         | Residenti a Milano, Legnano, Castegnate e San Giorgio su Legnano                         |        |
| Cozzi                                                 |                                          | |                                                         |                                                                                          |        |
| Crespi                                                |                                          | |                                                         |                                                                                          |        |
| Crevenna                                              |                                          | Marchesi, conti e feudatari di Biassono (1676)                                                               | 1676                                                    |                                                                                          |        |
| Crevenna                                              |                                          | Feudatari di Bornago                                                                                         |                                                         |                                                                                          |        |
| Criminali                                             | (Valsassina)                             | Nobili |                                                         |                                                                                          |        |
| Crivelli                                              |                                          | | ab immemorabili                                         |                                                                                          |        |
| Crivelli d'Agliate                                    |                                          | Marchesi feudatari della Pieve di Agliate (1647)                                                             | 1647                                                    |                                                                                          |        |
| Crivelli di Castellanza                               |                                          | Feudatari di Castellanza (1673)                                                                              | 1673                                                    |                                                                                          |        |
| Crivelli di Cremona                                   |                                          | Conti feudatari di Ossolano (1717)                                                                           | 1717                                                    |                                                                                          |        |
| Crivelli di Turate                                    |                                          | |                                                         |                                                                                          |        |
| Crivelli di Burgaria                                  |                                          | | ab immemorabili                                         |                                                                                          |        |
| Crivelli di Ugobaldo                                  | IV secolo                                | Conti di Uboldo                                                                                              | IV secolo                                               |                                                                                          |        |
| Crivelli di Nerviano                                  |                                          | Conti di Nerviano                                                                                            |                                                         |                                                                                          |        |
| Crivelli di Parabiaco                                 | V secolo                                 | Conti di Parabiago e Burgaria (V secolo)                                                                     | V secolo                                                |                                                                                          |        |
| Crivelli di Uboldo-Albese                             |                                          | |                                                         | Stabiliti in Albese                                                                      |        |
| Croci (Della Croce)                                   |                                          | Marchesi di Cassino (1673)                                                                                   | 1673                                                    |                                                                                          |        |
| Croci (Della Croce)                                   |                                          | Conti e feudatari di Vanzaghello e Magnago                                                                   |                                                         |                                                                                          |        |
| Curti                                                 | XI secolo (Francia)                      | Conti di Lomazzo (1030), di Casorate Primo e Rosate Marchese di Balsamo (1790)                               | 1030                                                    |                                                                                          |        |
| Curioni                                               | (Asso)                                   | Nobili |                                                         |                                                                                          |        |
| Cusani                                                |                                          | Marchesi di Chignolo                                                                                         |                                                         |                                                                                          |        |
| Cusani Visconti Botta Adorno                          |                                          | |                                                         |                                                                                          |        |
| Cusani                                                |                                          | Marchesi e conti di Riva e del Ponte di Valdimura                                                            |                                                         |                                                                                          |        |
| Crescentini                                           |                                          | |                                                         |                                                                                          |        |
| Cristoforis (De) poi Gray De Cristoforis              |                                          | |                                                         |                                                                                          |        |

### D
| Nome                     | Prima menzione e luogo di origine: | Titolo e data di concessione:              | Tipologia e data di aggregazione al patriziato milanese | Note                                    | Stemma |
| ------------------------ | ---------------------------------- | ------------------------------------------ | ------------------------------------------------------- | --------------------------------------- | ------ |
| Dal Pozzo                |                                    | Marchesi della Cisterna                    |                                                         |                                         |        |
| Daverio                  |                                    | Feudatari di Castegnate                    |                                                         | Estinti nei Piola e nei Brasca Visconti |        |
| Daverio                  | (Vergiate)                         | Nobili                                     |                                                         |                                         |        |
| Daverio                  | (Galliate Lombardo)                | Nobili                                     |                                                         |                                         |        |
| Delaglio                 |                                    | Baroni e cavalieri del Sacro Romano Impero |                                                         |                                         |        |
| Delfinoni                |                                    | Feudatari della Valle di Rovagnate         |                                                         |                                         |        |
| Dugnani                  |                                    | Feudatari di Terrazzano (1648)             | 1648                                                    |                                         |        |
| Durini                   |                                    | Conti (1657) e feudatari di Monza (1648)   | 1648                                                    |                                         |        |
| Durio                    |                                    |                                            |                                                         |                                         |        |
| Dacco dei Principi di Re |                                    | Nobili                                     |                                                         |                                         |        |
| Della Torre (Torriani)   |                                    | Signori di Milano                          | XI secolo                                               |                                         |        |
| Derni                    |                                    |                                            |                                                         | Scilicet Capitanei                      |        |

### E
| Nome                     | Prima menzione e luogo di origine: | Titolo e data di concessione:                                                                                                  | Tipologia e data di aggregazione al patriziato milanese | Note                                                        | Stemma |
| ------------------------ | ---------------------------------- | --- | ------------------------------------------------------- | ----------------------------------------------------------- | ------ |
| Emili o Emilei (degli)   |                                    | Conti del Sacro Romano Impero (1397) Signori di Montirone e Gabbiano                                                           | 1406                                                    | Furono aggregati al patriziato milanese e di Pavia nel 1406 |        |
| Eleizaldi                |                                    | Conti di Bereguardo |                                                         |                                                             |        |
| Elli                     |                                    | Conti di Ello |                                                         |                                                             |        |
| Erba poi Erba Odescalchi |                                    | Marchesi feudatari di Mondonico (1687)                                                                                         | 1687                                                    |                                                             |        |
| Este                     |                                    | Principi del Sacro Romano Impero Marchesi di Borgomanero e Correggio Conti del Vicariato di Belgiojoso (1475) Grandi di Spagna | 1475                                                    |                                                             |        |

### F
| Nome                                              | Prima menzione e luogo di origine: | Titolo e data di concessione: | Tipologia e data di aggregazione al patriziato milanese | Note | Stemma |
| ------------------------------------------------- | ---------------------------------- | --- | ------------------------------------------------------- | --- | ------ |
| Fagnani                                           |                                    | Marchesi (1691) feudatari di Gerenzano e Robecchetto                                                                                                | 1691                                                    | Famiglia estinta nel 1840 |        |
| Fagnani                                           |                                    | Conti |                                                         | |        |
| Farina                                            |                                    | Nobili |                                                         | |        |
| Fasola                                            | (Novara)                           | Nobili |                                                         | |        |
| Fedeli                                            | (Milano)                           | Conti (1752) | 1752                                                    | |        |
| Ferreri o Ferrari                                 | (Milano)                           | Feudatari di Varallo Pombia (1609) e Vernate Marchesi (1711)                                                                                        | 1609                                                    | |        |
| Ferrari di Castagnino                             | (Ossolaro)                         | Nobili Patrizi di Cremona |                                                         | La famiglia Ferrari giunse a Castagnino Secco (od. Castelverde) nel 1789 come affittuaria dei conti Visconti di Marcignago                    |        |
| Ferrario di Tor Vajana e di Medea                 |                                    | Conti (dipl. 13 marzo 1692) Conti di Tor Vajana (dipl. 7 ottobre 1809) Duchi di Medea (dipl. 28 marzo 1812), Nobili (1415) Patrizi cremonesi (1202) | 1415                                                    | Famiglia ammessa per provata dimostrata antica nobiltà nel ceto nobiliare del S.M. Ordine di Malta                                            |        |
| Figini                                            |                                    | |                                                         | |        |
| Filiodoni (Figliodoni)                            |                                    | Feudatari di Meleto Conti |                                                         | |        |
| Fiorani                                           | (Milano)                           | Nobili |                                                         | |        |
| Fiorenza (Talenti Fiorenza o Talenti di Fiorenza) |                                    | Marchesi (1618) Signori di Olengo Feudatari di Conturbia Grandi di Spagna (1690)                                                                    | 1618                                                    | |        |
| Foppa                                             |                                    | Feudatari di Borgo Vercelli Marchesi (1683) | 1683                                                    | |        |
| Fornara                                           |                                    | Marchesi (1745) | 1752                                                    | Ammessi al patriziato milanese nel 1752 |        |
| Forni                                             |                                    | Nobili (1782) | 1782                                                    | |        |
| Forrieri o Abbiati Forrieri                       |                                    | Conti |                                                         | |        |
| Fossani                                           |                                    | |                                                         | |        |
| Fossati poi Fossati De Regibus                    |                                    | Conti (1739) Marchesi (1787) | 1739                                                    | |        |
| Franci                                            |                                    | |                                                         | |        |
| Frati (Del)                                       |                                    | |                                                         | |        |
| Fraviga                                           |                                    | |                                                         | |        |
| Frigerio                                          |                                    | Nobili (1588 nel Sacro Romano Impero; in Lombardia 1771)                                                                                            | 1771                                                    | 1771 (riconoscimento dell'Imperial Regio Consiglio di Governo della Lombardia), conferma Francesco I d'Austria 1816 e Umberto I d'Italia 1895 |        |
| Frisiani                                          |                                    | Nobili Conti per successione Parisetti |                                                         | |        |

### G
| Nome                            | Prima menzione e luogo di origine: | Titolo e data di concessione: | Tipologia e data di aggregazione al patriziato milanese | Note | Stemma |
| ------------------------------- | ---------------------------------- | --- | ------------------------------------------------------- | --- | ------ |
| Gallarati poi Gallarati Scotti  | XIV secolo (Milano)                | Principi di Molfetta (1828) Duchi di San Pietro in Galatina (1828) Signori (1465) e marchesi (1647) di Cerano Conti di Colturano (1647) Signori di Sant'Angelo Lomellina e di Vedano al Lambro Feudatari di Cassolnovo (1499)                                                                                       | 1465                                                    | |        |
| Gallarini                       |                                    | |                                                         | |        |
| Gallassi                        |                                    | |                                                         | |        |
| Gallina                         |                                    | |                                                         | |        |
| Gallio                          | XIV secolo                         | Principi del Sacro Romano Impero (1679) e della Val Mesolcina (1678) Duchi di Alvito Marchesi di Scaldasole (1613) Conti di Musocco (1678) Baroni di Retegno (1678) Feudatari di Gravedona, Dongo e Sorico Nobili di Como Signori di Bettola, Casalpustarlengo e Triulza (1678) Grandi di Spagna di I classe (1678) | 1613                                                    | |        |
| Gambarana                       |                                    | Conti di Gambarana |                                                         | |        |
| Gaslini                         |                                    | Nobili (1673) | 1673                                                    | Già presenti sul Codice Cremosano del 1673), con riconoscimento di Hidalguia (Padron de Estado) quale titolo di antica nobiltà spagnola.                          |        |
| Gatto                           |                                    | Conti |                                                         | |        |
| Gatti                           |                                    | Nobili |                                                         | Residenti a Oneda e Vergiate |        |
| Gemelli                         |                                    | Feudatari di Monticelli |                                                         | |        |
| Ghirlanda                       | (Carrara)                          | Nobili |                                                         | |        |
| Ghisolfi                        |                                    | Nobili |                                                         | Famiglia di origine longobarda |        |
| Giovio                          | XII secolo (Como)                  | Nobili |                                                         | |        |
| Girami                          |                                    | Confeudatari di Vajano e Lavagna |                                                         | |        |
| Giulini (o Giulini della Porta) |                                    | Conti di Sorico, di Villapizzone e Vialba (1768) | 1750                                                    | |        |
| Giussani                        |                                    | Nobili |                                                         | |        |
| Gori                            |                                    | Marchesi |                                                         | |        |
| Gorini                          |                                    | Marchesi |                                                         | |        |
| Gorrani (o Gorani)              | XI secolo (Milano)                 | Conti di Lambrate |                                                         | Furono proprietari della Casa e Torre dei Gorani a Milano |        |
| Gradi (de)                      |                                    | Nobili |                                                         | |        |
| Grassi                          |                                    | Nobili |                                                         | |        |
| Grassi Varesini                 |                                    | Nobili |                                                         | |        |
| Greppi o Greppi di Bussero      | XII secolo (Crema)                 | Conti di Bussero e Corneliano (1778) | 1778                                                    | |        |
| Grillioni                       |                                    | Nobili |                                                         | |        |
| Griffi                          | (Varese)                           | Nobili |                                                         | |        |
| Grugni                          |                                    | Feudatari di Trivolzio |                                                         | |        |
| Guaita                          |                                    | Feudatari di Cassina de' Ferrari |                                                         | |        |
| Guicciardi                      |                                    | Nobili |                                                         | |        |
| Guffanti                        |                                    | Nobili |                                                         | Blasone riportato sul Codice Cremosano del 1673, citati nell'Archivio cantonale Grigionese con i corrispettivi cognomi germanizzati di "von Juvalta" e "Jufalten" |        |
| Guidoboni (Guidobono)           |                                    | Nobili |                                                         | |        |
| Guillizzoni                     | (Cerro, Lago Maggiore)             | Conti di Monticello e Verano (1698) | 1698                                                    | Famiglia estinta nel 1773 |        |
| Ghilini                         |                                    | Marchesi feudatari di Maranzana (1670), Sezzè (1726) e Gamalero Conti di Rivalta (1680), Pavone (1676) e Asuni (1749), Conti dell'Impero Signori di Borgoratto (1438), Castelceriolo (1439) e Movarone (1494) | 1438                                                    | |        |
| Gazari (Gazzari)                | (Lecco)                            | |                                                         | |        |

### I
| Nome                               | Prima menzione e luogo di origine: | Titolo e data di concessione:                   | Tipologia e data di aggregazione al patriziato milanese | Note | Stemma |
| ---------------------------------- | ---------------------------------- | ----------------------------------------------- | ------------------------------------------------------- | ---- | ------ |
| Imbonati                           |                                    | Conti di Bovedaro                               |                                                         |      |        |
| Isacchi                            |                                    |                                                 |                                                         |      |        |
| Isimbardi (o Isimbardi de Mendoza) |                                    | Marchesi feudatari della pieve del Cairo (1597) | 1597                                                    |      |        |

### L
| Nome                                                 | Prima menzione e luogo di origine: | Titolo e data di concessione: | Tipologia e data di aggregazione al patriziato milanese | Note                                       | Stemma |
| ---------------------------------------------------- | ---------------------------------- | --- | ------------------------------------------------------- | ------------------------------------------ | ------ |
| Lambertenghi                                         |                                    | Conti della Cassina de' Passerini |                                                         |                                            |        |
| Lampugnani                                           | XI secolo (Milano)                 | Conti di Trecate (1437) | 1437                                                    |                                            |        |
| Landi                                                |                                    | |                                                         |                                            |        |
| Landriani                                            |                                    | Conte di Mandrino (1470) Feudatari di Landriano | 1470                                                    |                                            |        |
| Lattuada                                             |                                    | |                                                         |                                            |        |
| Lauzi                                                |                                    | |                                                         |                                            |        |
| Lavelli de Capitani                                  |                                    | |                                                         |                                            |        |
| Legnani (già Oldrendis de Legnano, Oldradi, Oldrati) | XIII secolo (Legnano)              | Conti di Legnano | XIII secolo                                             |                                            |        |
| Leizaldi                                             |                                    | Conti di Bereguardo |                                                         |                                            |        |
| Litta poi Litta Visconti Arese                       | XIII secolo (Milano)               | Duchi Litta Marchesi di Gambolò (XVI secolo) Conti di Valle e Darghignano Consignori di Castelnuovo Belbo Signori di Trenzanesio, Valcuvia, Arcisate, Pieve di Brebbia, Freccia Superiore di Varese, Bissone; Grandi di Spagna | XVI secolo                                              |                                            |        |
| Litta Modignani                                      | (Milano)                           | Marchesi di Menzago e Vinago (1717) | 1717                                                    | Ramo della famiglia Litta                  |        |
| Litta Biumi                                          | (Milano)                           | Conti di Appiano (1739) | 1739                                                    | Ramo della famiglia Litta                  |        |
| Loayssa                                              |                                    | Conti di Lambrate |                                                         |                                            |        |
| Locatelli                                            |                                    | Marchesi |                                                         |                                            |        |
| Lodi                                                 |                                    | |                                                         |                                            |        |
| Lomeni                                               |                                    | |                                                         |                                            |        |
| Lonati                                               |                                    | Feudatari della Valle de' Ratti |                                                         |                                            |        |
| Lonati o Lonati Visconti                             |                                    | Marchesi di Carbonara (1693) | 1693                                                    | Titolo ereditato dai Visconti di Carbonara |        |
| Longhi                                               |                                    | Feudatari di Villa d'Ormiglia |                                                         |                                            |        |
| Longhi                                               |                                    | Marchesi Confeudatari di Monforte |                                                         |                                            |        |
| Lucini                                               | XIII secolo (Como)                 | Marchesi di Besate Feudatari di Osnago | XI secolo                                               |                                            |        |
| Lurani Cernuschi                                     |                                    | Conti di Calvenzano |                                                         |                                            |        |

### M
| Nome                                 | Prima menzione e luogo di origine: | Titolo e data di concessione: | Tipologia e data di aggregazione al patriziato milanese | Note                                                                                            | Stemma |
| ------------------------------------ | ---------------------------------- | --- | ------------------------------------------------------- | ----------------------------------------------------------------------------------------------- | ------ |
| Macchi                               |                                    | |                                                         |                                                                                                 |        |
| Maggi                                | XII secolo (Brescia)               | Conti |                                                         | Residenti in Parabiago e Milano tra il XVI ed il XIX secolo                                     |        |
| Maino (Del)                          |                                    | Marchesi di Bordolano |                                                         |                                                                                                 |        |
| Maino (Del)                          |                                    | Conti di Crespiatica |                                                         |                                                                                                 |        |
| Maino-Visconti (Del)                 |                                    | Conti Confeudatari di Fontanè |                                                         |                                                                                                 |        |
| Mandelli                             | X secolo (Mandello del Lario)      | Conti di Maccagno Imperiale (962) | 962                                                     | Già presenti nella Matricula nobilium familiarum Mediolani                                      |        |
| Mandelli                             |                                    | Marchesi e Conti di Caorso Feudatari di San Damiano e Portalbera                                                                             |                                                         | Ramo della precedente famiglia Mandelli                                                         |        |
| Manni (o Manno)                      |                                    | |                                                         |                                                                                                 |        |
| Manriquez (o Manriquez de Mendoza)   | XII secolo (Spagna)                | Marchesi di Desio (1580) Conti di Settimo | 1580                                                    |                                                                                                 |        |
| Marasca Petrazzini                   |                                    | Conti |                                                         |                                                                                                 |        |
| Marenzi                              |                                    | Marchesi della Valle d'Oliola Conti di Talgiuno e Telgate Baroni del Sacro Romano Impero, di Marenzfeld e Scheneck                           |                                                         |                                                                                                 |        |
| Macrini                              |                                    | |                                                         |                                                                                                 |        |
| Marinoni                             |                                    | |                                                         |                                                                                                 |        |
| Marliani                             |                                    | Conti di Busto Arsizio (1568) | 1568                                                    |                                                                                                 |        |
| Marliani                             |                                    | Conti delle Quattro Valli e di Luino |                                                         |                                                                                                 |        |
| Marliani                             |                                    | Conti e feudatari di Mariano |                                                         |                                                                                                 |        |
| Martignoni                           |                                    | Feudatari di Bolladello e di Vico Seprio |                                                         |                                                                                                 |        |
| Martinez                             |                                    | |                                                         |                                                                                                 |        |
| Marzorati                            | XV secolo (Como)                   | Marchesi di Lomazzo (1715) | 1715                                                    |                                                                                                 |        |
| Mazenta Podegri                      | (Magenta)                          | Marchesi (1676) | 1676                                                    |                                                                                                 |        |
| Medici di Marignano (o Melegnano)    | XI secolo (Milano)                 | Marchesi di Melegnano | XVI secolo                                              |                                                                                                 |        |
| Medici di Ossona                     |                                    | |                                                         |                                                                                                 |        |
| Medici di Seregno                    |                                    | |                                                         |                                                                                                 |        |
| Melzi                                |                                    | Marchesi feudatari di Cheveso Conti di Mozzanica                                                                                             |                                                         |                                                                                                 |        |
| Melzi poi Melzi d'Eril               | XIV secolo                         | Duchi di Lodi (1807; 1859) Marchesi di Torricella (1676) Conti di Magenta (1619) Feudatari di Mozzanica (1650)                               | 1619                                                    |                                                                                                 |        |
| Melzi (Malingegni) o Melzi di Cusano | XV secolo (Milano)                 | Conti di Trevano, Tribiano (1693) e Cusano (1752)                                                                                            | 1693                                                    |                                                                                                 |        |
| Meda                                 |                                    | |                                                         |                                                                                                 |        |
| Medati (Menatti)                     |                                    | |                                                         |                                                                                                 |        |
| Mendozzi (o Menclozzi)               |                                    | |                                                         |                                                                                                 |        |
| Menafoglio                           | XVII secolo (Bergamo)              | Marchesi feudatari di Barate (1749), di San Martino in Spino, Gavello, Portovecchio, Bellaria, Feniletto (1749)                              | 1761                                                    | La concessione di San Martino in Spino venne controfirmata dal marchese Francesco III di Modena |        |
| Mantegazza poi Meraviglia Mantegazza | X secolo (Milano)                  | Marchesi di Liscate (1692) | 1692                                                    | La famiglia Mantegazza confluisce per matrimonio in quella dei Meraviglia nel 1722              |        |
| Meraviglia Crivelli                  |                                    | |                                                         |                                                                                                 |        |
| Meroni                               |                                    | Cavalieri d'onore del Sacro Romano Impero (IX secolo) Feudatari brianzoli (1300 Ca) Fondatori dell'omonimo paese Merone in provincia di Como |                                                         |                                                                                                 |        |
| Mesmer                               |                                    | |                                                         |                                                                                                 |        |
| Messerati                            |                                    | Conti e feudatari di Lodi Vecchio (1648) | 1648                                                    |                                                                                                 |        |
| Mezzabarba                           |                                    | Conti del Sacro Romano Impero Feudatari di Borgorello (1691)                                                                                 | 1691                                                    |                                                                                                 |        |
| Micolli di Lodi                      |                                    | |                                                         |                                                                                                 |        |
| Migliavacca                          |                                    | |                                                         |                                                                                                 |        |
| Miglio                               |                                    | Confeudatari di Castello d'Agogna |                                                         |                                                                                                 |        |
| Modignani                            | (Lodi)                             | Conti di Cavagliano |                                                         |                                                                                                 |        |
| Mojana                               |                                    | Feudatari di Cologno (1761) | 1761                                                    |                                                                                                 |        |
| Molina                               |                                    | Conti |                                                         |                                                                                                 |        |
| Molinari                             |                                    | Marchesi e feudatari di Metona e Siziano |                                                         |                                                                                                 |        |
| Molli (Mollo, Molo)                  |                                    | Marchesi di Azzate (1750) | 1750                                                    |                                                                                                 |        |
| Moneta Caglio                        |                                    | |                                                         |                                                                                                 |        |
| Monti                                |                                    | Conti della Valsassina |                                                         |                                                                                                 |        |
| Monticelli                           |                                    | Feudatari di Mezzano |                                                         |                                                                                                 |        |
| Mogni                                |                                    | |                                                         |                                                                                                 |        |
| Moriggia (Moriggi, Morigi, Morigia)  |                                    | Marchesi di Torremaggiore e feudatari della Degana                                                                                           | 1388                                                    | Residenti in Parabiago dal XVII secolo                                                          |        |
| Moroni                               | XII secolo (Bergamo)               | Conti di Gressago (1655) | 1655                                                    |                                                                                                 |        |
| Muttoni poi Muttoni Visconti         | (Cima, Lago di Lugano)             | Nobili |                                                         |                                                                                                 |        |
| Mozzoni Frosconi                     |                                    | Signori di Bisuschio |                                                         |                                                                                                 |        |
| Montorfano da Como                   | (Como)                             | |                                                         |                                                                                                 |        |

### N
| Nome                              | Prima menzione e luogo di origine: | Titolo e data di concessione:            | Tipologia e data di aggregazione al patriziato milanese | Note                    | Stemma |
| --------------------------------- | ---------------------------------- | ---------------------------------------- | ------------------------------------------------------- | ----------------------- | ------ |
| Nava                              |                                    | Conti                                    |                                                         |                         |        |
| Natoli                            |                                    |                                          |                                                         |                         |        |
| Negri                             |                                    |                                          |                                                         |                         |        |
| Negroli                           |                                    | Conti (1771) feudatari di Brembio (1787) | 1771                                                    |                         |        |
| Negroni da Ello (detti Missaglia) |                                    | Conti della Corte di Casale              |                                                         |                         |        |
| Negroni                           |                                    | Conti                                    |                                                         | Feudatari nel Lodigiano |        |
| Nibbia                            |                                    | Nobili Consignori di Pombia e Varallo    |                                                         |                         |        |

### O
| Nome                         | Prima menzione e luogo di origine: | Titolo e data di concessione: | Tipologia e data di aggregazione al patriziato milanese | Note | Stemma |
| ---------------------------- | ---------------------------------- | --- | ------------------------------------------------------- | ---- | ------ |
| Olocati                      |                                    | |                                                         |      |        |
| Olgiati                      |                                    | Marchesi di Bussero |                                                         |      |        |
| Odescalchi                   | XIII secolo                        | Principi del Sacro Romano Impero Principi di Bassano Romano e Monteleone Duchi di Sirmio e Bracciano Marchese di Mondonico Conti palatini e di Pisciarelli Signori di Palo | XVII secolo                                             |      |        |
| Olivazzi                     |                                    | Marchesi di Spineda |                                                         |      |        |
| Olivieri                     |                                    | Conti |                                                         |      |        |
| Oltrona poi Oltrona Visconti | XVI secolo                         | Nobili |                                                         |      |        |
| Omodei (o Omodej o Homodei)  |                                    | Marchesi di Ghemme e Castel Rodrigo |                                                         |      |        |
| Omati                        | (Piacenza)                         | Conti di Monticello Signori di Pagliate |                                                         |      |        |
| Opizzoni (o Oppizzoni)       |                                    | Conti |                                                         |      |        |
| Ordoño de Rosales            | XI secolo (Spagna)                 | Marchesi di Castelleone (1652) Conti di Vailate (1641) Signori di Colonnella                                                                                               | 1641                                                    |      |        |
| Origo                        |                                    | Conti e feudatari di Cortenuova |                                                         |      |        |
| Orrigoni                     |                                    | Marchesi di Ello e di Vedano |                                                         |      |        |
| Orombelli                    |                                    | |                                                         |      |        |
| Orto (Dell')                 |                                    | Conti |                                                         |      |        |
| Osio                         | XII secolo                         | |                                                         |      |        |
| Ottolini (o Ottolina)        | (Lago Maggiore)                    | Consignori di Invorio |                                                         |      |        |

### P
| Nome                                                   | Prima menzione e luogo di origine: | Titolo e data di concessione: | Tipologia e data di aggregazione al patriziato milanese | Note                           | Stemma |
| ------------------------------------------------------ | ---------------------------------- | --- | ------------------------------------------------------- | ------------------------------ | ------ |
| Pacinetti                                              |                                    | Marchesi degli Isei |                                                         |                                |        |
| Porta (Della)                                          |                                    | |                                                         |                                |        |
| Paceco (o Pacceco)                                     |                                    | Conti di Redecesio |                                                         |                                |        |
| Padulli                                                |                                    | Conti di Vighignolo |                                                         |                                |        |
| Pagani                                                 |                                    | Marchesi |                                                         |                                |        |
| Pagana di Castello                                     | (Valsolda)                         | |                                                         |                                |        |
| Palazzi (o Palazzo, o Pallazzi)                        |                                    | |                                                         |                                |        |
| Pallavicini (o Pallavicino, poi Pallavicino Trivulzio) | X secolo                           | Marchesi feudatari di San Fiorano                                                                                                   | X secolo                                                | Famiglia estinta nel 1878      |        |
| Panceri                                                |                                    | Conti |                                                         |                                |        |
| Panigarola                                             |                                    | Conti di Ceranova |                                                         | Famiglia estinta nel 1741      |        |
| Papis                                                  |                                    | Conti |                                                         |                                |        |
| Parravicini (o Parravicino)                            |                                    | Marchesi di Macherio |                                                         |                                |        |
| Parravicini (o Parravicino)                            |                                    | Feudatari di Corogna |                                                         |                                |        |
| Parravicini (o Parravicino)                            |                                    | Conti e feudatari di Parravicino |                                                         |                                |        |
| Parravicini di Persia                                  |                                    | Marchesi di Persia |                                                         |                                |        |
| Parravicini                                            |                                    | Conti |                                                         |                                |        |
| Patellani (o Patelani)                                 |                                    | Conti |                                                         |                                |        |
| Pecchi (o Pecchio, o Pegiis)                           | 1228 (Milano)                      | Conti di Monte |                                                         |                                |        |
| Pecchio Ghiringhelli Rota                              |                                    | Nobili |                                                         |                                |        |
| Pelucchi                                               | (Cogoredo)                         | Nobili |                                                         |                                |        |
| Perabò                                                 |                                    | Nobili |                                                         |                                |        |
| Peregalli di Delebio                                   | (Delebio, Valtellina)              | Nobili |                                                         |                                |        |
| Perego Pozzi                                           |                                    | Nobili |                                                         |                                |        |
| Peregrini (o Pellegrini)                               | (Capiago Intimiano)                | Nobili |                                                         |                                |        |
| Perini                                                 |                                    | Conti di Bresso |                                                         |                                |        |
| Pertusati                                              |                                    | Conti feudatari di Castel Ferro Nobili di Alessandria                                                                               |                                                         |                                |        |
| Pestagalli                                             |                                    | |                                                         |                                |        |
| Peverelli                                              |                                    | Marchesi di Villanova d'Ardenghi |                                                         |                                |        |
| Poldi Pezzoli                                          |                                    | Nobili |                                                         |                                |        |
| Pezzoni                                                |                                    | Signori di Stradella |                                                         |                                |        |
| Piantanida                                             |                                    | Marchesi feudatari di Cuggiono minore                                                                                               |                                                         |                                |        |
| Piatti                                                 |                                    | Principi di Monteleone in Regno Conti di Carpignano                                                                                 |                                                         |                                |        |
| Picolli (o Picolli de' Grandi)                         |                                    | Nobili |                                                         |                                |        |
| Pietrasanta                                            |                                    | Principi di San Pietro in Sicilia Conti di Cantù                                                                                    |                                                         |                                |        |
| Pilla                                                  |                                    | Conti | 1659                                                    | San Protaso e Gerrechiozzo     |        |
| Pinottini                                              |                                    | Feudatari di Cassino Scanasio |                                                         |                                |        |
| Piola                                                  |                                    | Nobili |                                                         |                                |        |
| Pionij (o Piccioni)                                    |                                    | Nobili |                                                         |                                |        |
| Pirogalli                                              |                                    | Feudatari di San Giorgio Vecchio |                                                         |                                |        |
| Pirovano (o Pirovani)                                  |                                    | Conti |                                                         | Famiglia residente a Parabiago |        |
| Po                                                     |                                    | Conti di Nerviano e Garbagnate |                                                         |                                |        |
| Pogliaghi                                              |                                    | Marchesi di Novate |                                                         |                                |        |
| Pollastri                                              |                                    | Nobili |                                                         |                                |        |
| Porro                                                  | XII secolo (Brianza)               | Marchesi di Val Trebbia Conti sovrani di Brianza                                                                                    | 1371                                                    |                                |        |
| Porta                                                  |                                    | Conti di Rovello |                                                         |                                |        |
| Pozzi                                                  |                                    | Marchesi di Pantiate |                                                         |                                |        |
| Pozzobonelli                                           |                                    | Marchesi di Arluno |                                                         |                                |        |
| Prandoni                                               |                                    | Nobili |                                                         |                                |        |
| Premoli                                                |                                    | Conti |                                                         |                                |        |
| Prata                                                  |                                    | |                                                         |                                |        |
| Prina                                                  |                                    | Nobili |                                                         |                                |        |
| Pusterla                                               | XIII secolo (Tradate)              | Conti di Torba (XVIII secolo) e di Venegono (1681) Consignori di Casale Litta Signori di FRugarolo (1456), di Chignolo e Selvanesco | 1456                                                    |                                |        |
| Pusterla Cortesini                                     |                                    | Nobili |                                                         |                                |        |
| Pusterla di Torba                                      |                                    | Conti di Torba |                                                         | Famiglia estinta               |        |
| Pusterla di Frugarolo                                  |                                    | Signori di Frugarolo |                                                         | Famiglia estinta               |        |
| Pusterla di Chignolo                                   |                                    | Signori di Chignolo |                                                         | Famiglia estinta               |        |
| Pusterla di Venegono                                   |                                    | Signori di Venegono Inferiore |                                                         | Famiglia estinta               |        |
| Pusterla                                               |                                    | Nobili Consignori di Casale Litta                                                                                                   |                                                         | Famiglia estinta               |        |

### R
| Nome                                                           | Prima menzione e luogo di origine: | Titolo e data di concessione:                                                   | Tipologia e data di aggregazione al patriziato milanese | Note                          | Stemma                                 |
| -------------------------------------------------------------- | ---------------------------------- | ------------------------------------------------------------------------------- | ------------------------------------------------------- | ----------------------------- | -------------------------------------- |
| Rabbia                                                         |                                    | Conti Consignori di Ceva, Roascio, San Michele, Torre Mondovì e Torricella      |                                                         |                               |                                        |
| Rainoldi                                                       | Francia (Borgogna e Lionese)       | Conti di Caronno 23 settembre 1649                                              |                                                         |                               |                                        |
| Ramponi                                                        |                                    |                                                                                 |                                                         |                               |                                        |
| Rancati (o de Ranchate)                                        |                                    |                                                                                 |                                                         |                               | Stemma Rancati - Stemmario Trivulziano |
| Rasini                                                         |                                    | Conti di Castel Novotto Signori di Borsano Principi di San Maurizio nel Vallese |                                                         |                               |                                        |
| Ravasi                                                         |                                    | Nobili                                                                          |                                                         |                               |                                        |
| Recalcati                                                      |                                    | Marchesi e feudatari di Bassiano                                                |                                                         |                               |                                        |
| Redenaschi                                                     |                                    | Marchesi di Settala                                                             |                                                         |                               |                                        |
| Reina                                                          |                                    | Feudatari di Cassina de Ferrari                                                 |                                                         |                               |                                        |
| Repossi                                                        |                                    | Nobili                                                                          |                                                         |                               |                                        |
| Rescali                                                        |                                    | Marchesi di Villa Cortese Conti di San Vittore                                  |                                                         |                               |                                        |
| Resta                                                          |                                    | Conti                                                                           |                                                         |                               |                                        |
| Resta                                                          |                                    | Marchesi e feudatari di Villapizzone                                            | XVII secolo                                             |                               |                                        |
| Reverti (o Raverti o Reversi)                                  |                                    | Feudatari di Ottiglio                                                           |                                                         |                               |                                        |
| Rido della Silva Castiglioni (de) poi Necchi Villa della Silva |                                    | Nobili                                                                          |                                                         |                               |                                        |
| Riva o Riva Finoli                                             |                                    | Nobili                                                                          |                                                         |                               |                                        |
| Roma                                                           |                                    | Marchesi di Masate                                                              |                                                         | Derivati dagli Orsini di Roma |                                        |
| Ronco                                                          | Bellusco                           | Conti                                                                           | XIV secolo                                              |                               |                                        |
| Rota di Milano                                                 |                                    | Conti                                                                           |                                                         |                               |                                        |
| Rota di Villavesco                                             | (Villavesco)                       | Nobili                                                                          |                                                         |                               |                                        |
| Rovida                                                         |                                    | Marchesi di Boca Conti di Mondondone Signori di Cameriano e Fontanetto          |                                                         |                               |                                        |
| Rozzoni                                                        |                                    | Conti                                                                           |                                                         |                               |                                        |
| Rubini                                                         |                                    | Conti di Colico                                                                 |                                                         |                               |                                        |
| Ruspini                                                        |                                    |                                                                                 |                                                         |                               |                                        |
| Rho (o da Rho)                                                 |                                    | Nobili                                                                          | XI secolo                                               |                               |                                        |

### S
| Nome                                                                 | Prima menzione e luogo di origine: | Titolo e data di concessione: | Tipologia e data di aggregazione al patriziato milanese | Note | Stemma |
| -------------------------------------------------------------------- | ---------------------------------- | --- | ------------------------------------------------------- | --- | ------ |
| Saglier                                                              |                                    | Conti |                                                         | |        |
| Salazar                                                              | (Spagna)                           | Conti di Romanengo (1627) | 1627                                                    | |        |
| Salis                                                                | (Grigioni)                         | Liberi baroni (Freiherrn) Conti del Sacro Romano Impero | XVIII secolo                                            | |        |
| Salvaterra                                                           |                                    | Feudatari di Casalmaggiore |                                                         | |        |
| Sanbonifacio                                                         | IV secolo                          | Conti di Burgaria e Parabiago | IV secolo                                               | |        |
| Sangiuliani                                                          |                                    | Conti di Balbiano |                                                         | |        |
| Sannazzaro                                                           |                                    | |                                                         | |        |
| Sanpietro                                                            |                                    | |                                                         | |        |
| Sartirana                                                            |                                    | |                                                         | |        |
| Scaccabarozzi                                                        |                                    | |                                                         | |        |
| Schiaffinati                                                         |                                    | Conti di Busnago (1665) | 1665                                                    | |        |
| Scorpioni                                                            |                                    | |                                                         | |        |
| Scotti                                                               |                                    | Conti di Colturano e Vedano |                                                         | |        |
| Secchi (Secco) d'Aragona                                             | XI secolo (Caravaggio)             | Marchesi di Fornovo Confeudatario di Calcio |                                                         | |        |
| Seccoborella (o Secco Borella)                                       |                                    | Conti di Vimercate |                                                         | |        |
|                                                                      |                                    | |                                                         | |        |
| Seregni (o Medici di Seregno)                                        |                                    | Marchesi Feudatari di Cavriano |                                                         | |        |
| Serponti                                                             |                                    | Marchesi di Mirasole |                                                         | |        |
| Sessa di Castel Sessa                                                | XII secolo                         | Capitanèi di Sessa (1240) |                                                         | |        |
| Sessa di Valtravaglia seu de Ticinallo                               | XII secolo                         | Nobili Patrizi milanesi Nobili di Bologna | 1377                                                    | |        |
| Sessa di Daverio                                                     | XIV secolo                         | Nobili Patrizi milanesi | 1573                                                    | |        |
| Sessa di Como                                                        | XVI secolo                         | Nobili |                                                         | |        |
| Settala                                                              |                                    | Conti |                                                         | |        |
| Sfondrati                                                            |                                    | Marchesi di Montafia (1591) Conti della Riviera Conti della Riviera (1537) Baroni della Valsassina Feudatari di Bellagio                                                                          | 1537                                                    | Famiglia estinta nel XVIII secolo |        |
| Sforza                                                               | XIV secolo (Cotignola)             | Duchi di Milano | XV secolo                                               | |        |
| Sforza                                                               | XIV secolo (Cotignola)             | Marchesi di Caravaggio Conti di Galliate | XVI secolo                                              | Ramo della famiglia dei duchi di Milano. Famiglia estinta nel 1697                                                                                    |        |
| Silva                                                                |                                    | Conti di Biandrate |                                                         | |        |
| Silva                                                                |                                    | Marchesi feudatari di Canepa |                                                         | |        |
| Silva                                                                |                                    | Marchesi |                                                         | |        |
| Sirtori                                                              |                                    | Feudatari di Tordevilla |                                                         | |        |
| Simonetta                                                            | XIV secolo (Calabria)              | Conti di Torricella (1526) Feudatari di Limido | XV secolo                                               | Famiglia estinta nel 1681 |        |
| Sitoni (o Sittoni) di Scozia                                         |                                    | Nobili |                                                         | |        |
| Sola (o Suola)                                                       |                                    | Conti |                                                         | |        |
| Solari                                                               |                                    | Feudatari |                                                         | Ramificati nel piacentino |        |
| Somaglia                                                             |                                    | |                                                         | |        |
| Sonzogno (o Sonzogni)                                                |                                    | |                                                         | |        |
| Serbelloni (o Sorbelloni)                                            |                                    | Duchi di San Gabrio (1684) Marchesi di Incisa Conti di Castiglione Lodigiano (1581) Consignori di Castelnuovo Belbo Feudatari di Gorgonzola, Camporicco e Cassina de' Pecchi, di Romagnano (1588) | 1581                                                    | |        |
| Serbelloni (o Sorbelloni)                                            |                                    | Conti della Corte di Dovera |                                                         | |        |
| Sormani                                                              |                                    | Conti di Missaglia |                                                         | |        |
| Sottocasa                                                            |                                    | Conti |                                                         | |        |
| Sovichi                                                              | (Sovico)                           | |                                                         | |        |
| Stampa di Soncino                                                    | XI secolo (Milano)                 | Marchesi di Soncino (1536) Conti di Montecastello (1455) Nobili di Alessandria | 1455                                                    | |        |
| Stanga (di Castelnuovo) Stanga Trecco (di Azzanello e Crotta d'Adda) | XI secolo (Azzanello)              | Marchesi d'Annico (1686) Conti di Castelnuovo Bocca d'Adda (1496) | 1496                                                    | Titolo marchionale concesso dal duca Ranuccio Farnese; i titoli vennero entrambi riconosciuti per decreto imperiale di Francesco I del 1816           |        |
| Stoppani (o Stopani)                                                 |                                    | Marchesi |                                                         | |        |
| Strada (de la Strata, della Strada)                                  | Pavia, circa 1024                  | patrizi milanesi | 1707                                                    | Patrizi Milanesi nella Matricola dei Nobili Cittadini del 1377 (dicta 1277), versione del XV secolo; ramificata in Monticelli Strada, Melegati Strada |        |
| Suardi                                                               |                                    | |                                                         | |        |
| Suarez de Ovalle                                                     |                                    | |                                                         | |        |

### T/U
| Nome                             | Prima menzione e luogo di origine: | Titolo e data di concessione: | Tipologia e data di aggregazione al patriziato milanese | Note                                    | Stemma                                          |
| -------------------------------- | ---------------------------------- | --- | ------------------------------------------------------- | --------------------------------------- | ----------------------------------------------- |
| Tanzi e Tanzi Mira               |                                    | |                                                         |                                         |                                                 |
| Tatti                            |                                    | |                                                         |                                         |                                                 |
| Taverna                          | XII secolo (Milano)                | Conti di Landriano (1536) | 1536                                                    |                                         |                                                 |
| Tela (Della) (detti Atellani)    | (Voghera)                          | |                                                         |                                         |                                                 |
| Telò                             |                                    | |                                                         |                                         |                                                 |
| Tenconi                          |                                    | |                                                         |                                         |                                                 |
| Teniori                          |                                    | |                                                         |                                         |                                                 |
| Terzaghi                         | XII secolo (Terzago)               | Marchesi (1683) e conti di Morazzone e Gornate Inferiore (1652) | 1652                                                    |                                         |                                                 |
| Tinelli                          |                                    | Feudatari di Gorla (1700) | 1700                                                    | Antica famiglia decurionale del Verbano |                                                 |
| Tizzoni                          |                                    | |                                                         |                                         |                                                 |
| Tolentini (Mauruzi da Tolentino) |                                    | Conti della Stacciola Confeudatari di Bereguardo |                                                         |                                         |                                                 |
| Tomaselli                        |                                    | Conti Sottocasa |                                                         |                                         |                                                 |
| Torriani                         |                                    | Conti di Azzate |                                                         |                                         |                                                 |
| Toscani                          |                                    | |                                                         |                                         |                                                 |
| Tosi                             |                                    | Conti |                                                         |                                         |                                                 |
| Trivulzio (o Trivulzi)           | X secolo (Pavia)                   | Principi della Val Mesolcina (1662) e di Musocco (1885) Duchi di Boiano Marchesi di Sesto Ulteriano, di Melzo, di Vigevano (1499) e di Pizzighettone (1514) Conti di Borgomanero, di Vespolate (1481) Signori di Formigara (1486) e Casteldidone (1499) | 1481                                                    |                                         |                                                 |
| Trotti poi Trotti Bentivoglio    |                                    | Marchesi di Fresonara (1688) Conti di Casal Cermello Nobili di Alessandria | 1688                                                    |                                         |                                                 |
| Trotti da Castellazzo            |                                    | Conti di Santa Giulietta |                                                         |                                         |                                                 |
| Turconi                          |                                    | Conti |                                                         |                                         |                                                 |
| Uboldi                           |                                    | Signori Di Villareggio | 1838                                                    |                                         | Inquadrato d’oro e di rosso al capo dell’Impero |

### V
| Nome                                | Prima menzione e luogo di origine: | Titolo e data di concessione:                                             | Tipologia e data di aggregazione al patriziato milanese | Note                        | Stemma |
| ----------------------------------- | ---------------------------------- | ------------------------------------------------------------------------- | ------------------------------------------------------- | --------------------------- | ------ |
| Valotta                             |                                    |                                                                           |                                                         |                             |        |
| Vandelli                            |                                    | Marchesi del Levizzano Rangone                                            |                                                         |                             |        |
| Varese da Rosate (Varesi)           |                                    | Conti di Rosate                                                           | XV secolo                                               |                             |        |
| Vassalli                            |                                    | Feudatari di Cremella                                                     |                                                         |                             |        |
| Velasco                             | (Spagna)                           | Duchi di Frias Marchesi di Berlanga Conti di Haro                         | XVI secolo                                              |                             |        |
| Verme (Dal) (o Vermeschi)           |                                    | Conti di Bobbio e Zavattarello                                            |                                                         |                             |        |
| Verri                               |                                    | Conti di Lucino e San Pietro                                              |                                                         |                             |        |
| Vezzoli                             |                                    | Nobili e conti                                                            |                                                         |                             |        |
| Vialardi                            |                                    | Conti                                                                     |                                                         |                             |        |
| Viani                               |                                    | Marchesi e feudatari di Besozzo                                           |                                                         |                             |        |
| Villani Novati                      |                                    | Conti di Lauzano                                                          |                                                         |                             |        |
| Villani Crivelli                    |                                    | Marchesi di San Martino in Strada                                         |                                                         |                             |        |
| Vimercati (o Capitani di Vimercate) | (Vimercate)                        |                                                                           |                                                         |                             |        |
| Vimercati a Sant'Erasmo             |                                    |                                                                           |                                                         |                             |        |
| Vismara                             | XI secolo Legnano                  | Conti di Maccastorna Conti delle Tre Valli, patrizi milanesi              | XI secolo (Legnano)                                     |                             |        |
| Vitali (poi Sessa Vitali)           |                                    | Baroni                                                                    |                                                         |                             |        |
| Visconti                            |                                    | Signori e duchi di Milano                                                 | XII secolo                                              |                             |        |
| Visconti di Fontaneto               |                                    | Conti di Fontaneto                                                        | XV secolo                                               | Ramo dei Visconti di Milano |        |
| Visconti di Somma                   |                                    | Signori di Somma Lombardo                                                 | XIV secolo                                              | Ramo dei Visconti di Milano |        |
| Visconti della Motta                |                                    | Marchesi della Motta                                                      | XVI secolo                                              | Ramo dei Visconti di Milano |        |
| Visconti di Sesto                   |                                    | Signori di Sesto                                                          | XIV secolo                                              | Ramo dei Visconti di Milano |        |
| Visconti di Cassano Magnago         |                                    | Signori di Cassano Magnago                                                | XV secolo                                               | Ramo dei Visconti di Milano |        |
| Visconti di Saliceto                |                                    | Conti di Saliceto                                                         | XV secolo                                               | Ramo dei Visconti di Milano |        |
| Visconti di Brignano                |                                    | Marchesi di Brignano                                                      | XV secolo                                               | Ramo dei Visconti di Milano |        |
| Visconti d'Aragona                  |                                    | Marchesi di Invorio                                                       | XV secolo                                               | Ramo dei Visconti di Milano |        |
| Visconti di Albizzate               |                                    | Signori di Albizzate e Orago Consignori di Caronno Pertusella e Groppello | XIV secolo                                              | Ramo dei Visconti di Milano |        |
| Visconti Borromeo                   |                                    | Conti di Brebbia Feudatari di Guardasone e Castione (1466)                | XVI secolo                                              |                             |        |
| Visconti di Carbonara               |                                    | Conti di Carbonara                                                        | XVI secolo                                              | Ramo dei Visconti di Milano |        |
| Visconti di Lonate Pozzolo          |                                    | Signori di Lonate Pozzolo                                                 | XV secolo                                               | Ramo dei Visconti di Milano |        |
| Visconti di Modrone                 |                                    | Duchi Visconti di Modrone                                                 | XIX secolo                                              | Ramo dei Visconti di Milano |        |
| Visconti di San Vito                |                                    | Marchesi di San Vito                                                      | XVII secolo                                             | Ramo dei Visconti di Milano |        |
| Visconti Venosta                    | XI secolo (Val Venosta)            | Marchese di Sostegno e Ca' da Bosco                                       |                                                         |                             |        |

### Z
| Nome                | Prima menzione e luogo di origine:                                                                                  | Titolo e data di concessione: | Tipologia e data di aggregazione al patriziato milanese | Note                                                     | Stemma |
| ------------------- | --- | ----------------------------- | ------------------------------------------------------- | -------------------------------------------------------- | ------ |
| Zaccaria            | | Marchesi Nobili di Cremona    |                                                         | Nobilitati per successione ai Manfredi Pardo della Casta |        |
| Zeni                | |                               |                                                         |                                                          |        |
| Zanatti (o Zanatta) | |                               |                                                         |                                                          |        |
| Zucchella           | Ha dato alla patria sette decurioni, il primo dei quali Antonio eletto nel 1600, e l'ultimo Gaetano eletto nel 1769 | Nobili                        |                                                         |                                                          |        |